# Ambroise Skarzynski
 (février 2017).
Si vous disposez d'ouvrages ou d'articles de référence ou si vous connaissez des sites web de qualité traitant du thème abordé ici, merci de compléter l'article en donnant les références utiles à sa vérifiabilité et en les liant à la section « Notes et références ».
Ambroise Skarżyński, né le 7 décembre 1787 et mort le 6 juin 1868, est un officier polonais ayant servi durant les guerres napoléoniennes.

## Biographie
Fils Georges Skarżyński de Bibianna Lanckorońska, il est le frère de Casimir Skarżyński.
Ambroise Skarżyński commande le 2e escadron du 3e régiment des éclaireurs de la Garde impériale.

## Guerres napoléoniennes

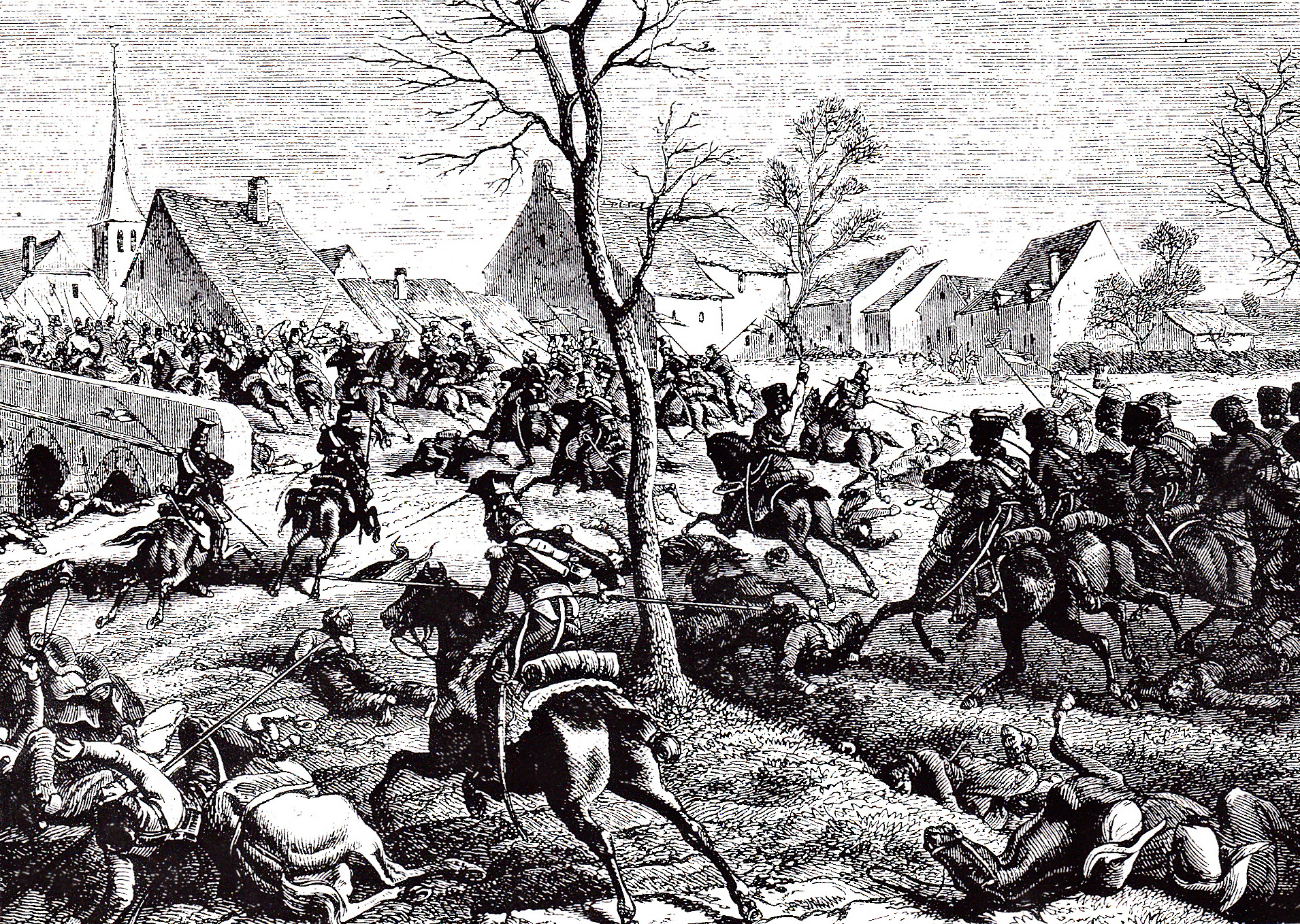
Sur cette composition de Félix Philippoteaux représentant le combat, les lanciers polonais suivis par les chasseurs à cheval de la Garde enlèvent le pont de Berry-au-Bac.

Au cours du combat de Berry-au-Bac, le chef d'escadron Ambroise Skarzynski arrache une lance à un cavalier russe et s'en sert pour mettre hors de combat plusieurs adversaires, imité en cela par d'autres officiers polonais.
Il fait prisonnier le prince Nikolai Gagarine. L'Empereur le récompense de cet acte de bravoure en le faisant baron d'Empire.

## Distinctions
- Chevalier de la Légion d'honneur
- Chevalier dans l'Ordre militaire de Virtuti Militari
- Chevalier de l'Empire